# 茂木光男
茂木 光男（もぎ みつお、1938年〈昭和13年〉4月5日 - 1960年〈昭和35年〉4月10日）は日本中央競馬会の騎手。競走中の事故により殉職した。

## 略歴
山形県生まれ。森末之助厩舎に騎手見習として入り、1959年（昭和34年）3月に騎手免許を取得しデビューした。
初出走は3月1日の第1回東京競馬2日目第12競走で、ミヤコリュウという馬に騎乗して7頭立ての7着だった。その後、第2回中山競馬初日の見習騎手限定戦で初勝利を挙げた。
秋には次第に腕を上げ、12月12日には、第1・3・4競走を人気薄の馬で勝利し、重勝式勝馬投票券が的中者なしで70円の特払いとなる要因を作るなどした。結局初年度は、118戦13勝の成績を残した。
1960年（昭和35年）には騎乗回数も増え、4月2日までに早くも前年を上回る14勝を挙げ、関東騎手リーディングで上位につけていた。
4月9日の第2回中山競馬3日目第2競走のアラブ系競走においてハッピーレコードに騎乗。発馬前にバリヤー式発馬機に触れて落馬し、頭部を打撲した。軽い脳震盪を起こしたものの、医師の診察で問題なしとされたことと、放馬した馬も取り押さえられたことから、ふたたび騎乗して競走に出走した。
しかし、残り400メートル地点に差し掛かったところで前の馬に触れて落馬転倒。直ちに病院に搬送されて治療を受けたが、翌10日に死去した。